# Matt Czuchry
Matthew Charles Czuchry, más conocido como Matt Czuchry (Mánchester, Nuevo Hampshire, 20 de mayo de 1977) es un actor estadounidense. 
Saltó a la fama a nivel internacional por su papel protagonista Dr. Conrad Hawkins en la serie de Fox The Resident (2018), pero también es conocido por papeles como el de Logan Huntzberger en la serie de The WB Gilmore Girls (2005–07) y el de Cary Agos en la serie de CBS The Good Wife (2009–16).

## Biografía

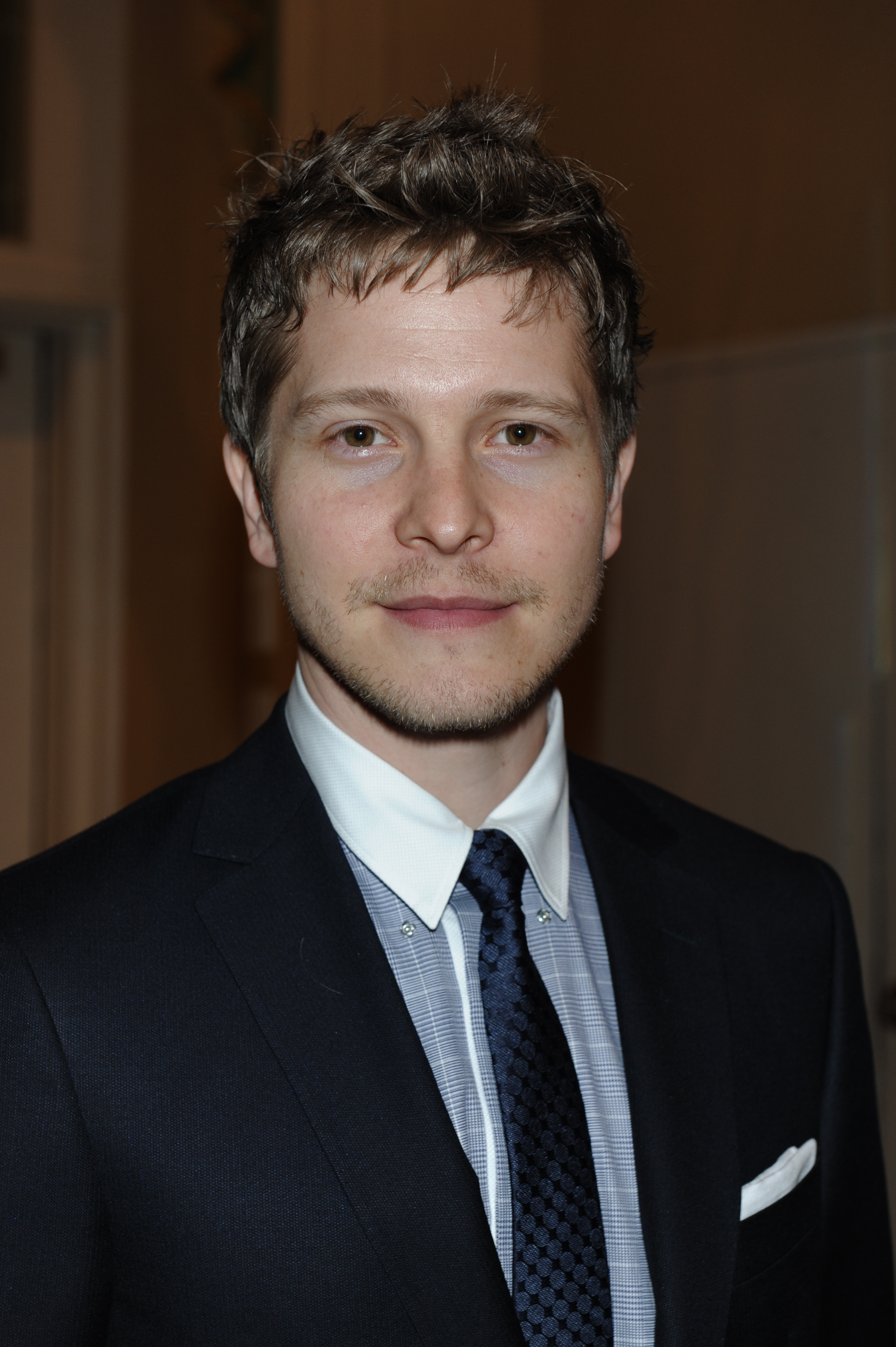
Matthew Charles Czuchry.

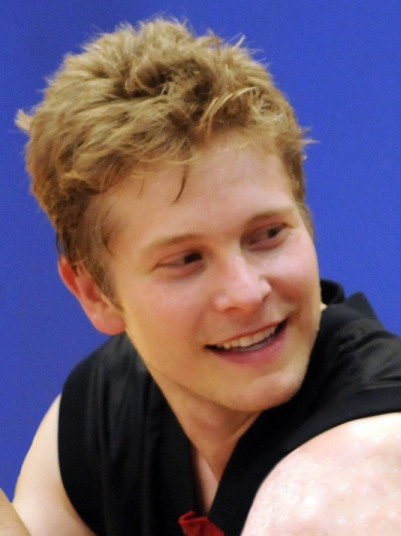
Czuchry en 2008.

Czuchry (pronunciado /ˈzuːkri/) nació en Mánchester, Nuevo Hampshire, y creció en Johnson City, Tennessee. Su padre, Andrew Czuchry, es profesor en East Tennessee State University, y su madre, Sandra, es ama de casa. Tiene ascendencia ucraniana por parte de su padre. Tiene dos hermanos mayores, AJ y Mike y una hermana mayor, Karen.
Se graduó de Science Hill High School en 1995. Czuchry se graduó con honores en 1999 en el College of Charleston con una licenciatura en Historia y Ciencias Políticas. Ganó el certamen de Mr College of Charleston en 1998. Asistió a la universidad con una beca de tenis, donde fue capitán del equipo masculino de tenis y jugador clasificado en la NCAA en la Southern Conference. Czuchry tomó clases de teatro en la universidad, y su profesor lo animó a cambiar su carrera al teatro. En 2016, antes de convertirse en actor, realizó el examen de admisión de la Facultad de Derecho, pero no lo aprobó.
Salió entre 2000 y 2002 con la también actriz Kate Bosworth.

## Carrera cinematográfica
Apareció en las películas Eight Legged Freaks y Slap Her... She's French. Czuchry interpretó el papel principal en la adaptación cinematográfica de Tucker Max I Hope They Serve Beer in Hell.
Del 11 de septiembre al 28 de octubre de 2007, Czuchry actuó en la obra Third junto a Christine Lahti en Geffen Playhouse.

## Filmografía completa

### Cine
| Cine | Cine                           | Cine                           | Cine                           | Cine            | Cine |
| Año  | Título                         | Título                         | Título                         | Rol             |      |
| Año  | Título original                | Título en España               | Título en Hispanoamérica       | Rol             |      |
| ---- | ------------------------------ | ------------------------------ | ------------------------------ | --------------- | ---- |
| 2002 | Slap Her... She's French       | Slap Her... She's French       | Slap Her... She's French       | Kyle Fuller     |      |
| 2002 | Eight Legged Freaks            | Arac Attack                    | El ataque de las arañas        | Bret            |      |
| 2002 | A Midsummer Night's Rave       | A Midsummer Night's Rave       | A Midsummer Night's Rave       | Evan            |      |
| 2002 | Swimming Upstream              | A Contracorriente              | Swimming Upstream              | Morris Bird III |      |
| 2004 | Em & Me                        | Em & Me                        | Em & Me                        | Chase           |      |
| 2006 | Hooked (Cortometraje)          | Hooked                         | Hooked                         | Scotty          |      |
| 2009 | I Hope They Serve Beer in Hell | I Hope They Serve Beer in Hell | I Hope They Serve Beer in Hell | Tucker Max      |      |

### Televisión
| 2000    | Freaks and Geeks                  | Teenage Guy #1     | Serie de TV - Episodio: "We've Got Spirit"       |
| 2000    | Opposite Sex                      | Kurt               | Serie de TV - Episodio: "The Field Trip Episode" |
| 2000    | Young Americans                   | Sean McGrail       | Serie de TV - 5 episodios                        |
| 2002    | The Practice                      | Skip Hyman         | Serie de TV - Episodio: "Fire Proof"             |
| 2002    | 7th Heaven                        | Carl               | Serie de TV - Episodio: "A Cry for Help"         |
| 2003    | Jake 2.0                          | Darin Metcalf      | Serie de TV - Episodio: "The Tech"               |
| 2003–04 | Hack                              | Jamie Farrel       | Serie de TV - 12 episodios                       |
| 2004–07 | Gilmore Girls                     | Logan Huntzberger  | Serie de TV - 48 episodios                       |
| 2005    | Dark Shadows                      | Willie Loomis      | Serie de TV - Episodio: Piloto                   |
| 2006    | Justice League                    | Brainiac 5 (voz)   | Serie de TV - Episodio: "Far From Home"          |
| 2006    | Veronica Mars                     | Charlie Stone      | Serie de TV - Episodio: "Charlie Don't Surf"     |
| 2007    | Gravity                           | Ray                | Película para TV                                 |
| 2008    | Friday Night Lights               | Chris Kennedy      | Serie de TV - 4 episodios                        |
| 2009–16 | The Good Wife                     | Cary Agos          | Serie de TV - 154 episodios                      |
| 2010    | The 19th Wife                     | Jordan             | Película para televisión                         |
| 2016    | Gilmore Girls: A Year in the Life | Logan Huntzberger  | Serie de TV - 4 episodios                        |
| 2018–23 | The Resident                      | Dr. Conrad Hawkins | Serie de TV                                      |
| 2023–24 | American Horror Story: Delicate   | Dex Harding        | Serie de TV - Temporada 12                       |